# Radama I
Radama I (ur. w 1793, zm. w 1828) – władca Imeriny na wyspie Madagaskar od 1810 do 1828.
Syn Andrianampoinimeriny, małżonek Ranavalony I Okrutnej. Współpracując z Anglikami powiększył znacznie terytorium państwa, zajmując prawie cały Madagaskar. Zawarł sojusz w 1816 r. z Wielką Brytanią, który zapewnił regularne dostawy broni palnej jego armii oraz pomoc brytyjskich instruktorów i misjonarzy z London Missionary Society. W zakładanych przez nich szkołach kształciła się elita wykorzystywana przez Radamę I w administracji.
Ceną za chrystianizację i europeizację kraju była likwidacja handlu niewolnikami oraz wzrastające obciążenie chłopów powinnościami wobec państwa, głównie służbą wojskową. Wywołało to silny opór społeczny, który w 1822 r. przyjął formę otwartej rebelii. Król znany też jako „madagaskarski Napoleon” zmarł w sile wieku z powodu nieznanej choroby.